# Les Villedieu
Les Villedieu – miejscowość i gmina we Francji, w regionie Burgundia-Franche-Comté, w departamencie Doubs.
Według danych na rok 1990, gminę zamieszkiwało 118 osób, a gęstość zaludnienia wynosiła 8 osób/km² (wśród 1786 gmin Franche-Comté Les Villedieu plasuje się na 625. miejscu pod względem liczby ludności, natomiast pod względem powierzchni - na miejscu 215.).